# میهالیچیک
میهالیچیک (به ترکی استانبولی: Mihalıççık) یک منطقهٔ مسکونی در ترکیه است که در استان اسکی‌شهر واقع شده‌است. میهالیچیک ۱٬۳۲۵ متر بالاتر از سطح دریا واقع شده‌است.